# Arachnocampa luminosa
Arachnocampa luminosa é uma espécie de inseto díptero endémica da Nova Zelândia. Tanto a larva como o imago são luminosos. A espécie vive em grutas húmidas e zonas abrigadas das florestas. O seu nome maori é titiwai, que significa "projetado sobre água".
A espécie foi primeiro descrita em 1871, quando exemplares foram recolhidos numa mina de ouro na região neozelandesa de Thames. Inicialmente pensava-se que seria aparentada ao pirilampo europeu, mas em 1866 um professor de Christchurch demonstrou que era a larva de um díptero, não um coleóptero. A esécie foi designada como Bolitiphila luminosa em 1891, sendo renomeada como Arachnocampa luminosa em 1924.

## Ciclo de vida
O seu ciclo de vida começa com um ovo, de onde eclode uma larva, que depois se torna numa pupa e finalmente numa mosca adulta. A maior parte da sua vida é passada na forma de larva - entre 6 e 12 meses, dependendo da comida disponível. Quando sai do ovo a larva mede entre 3 e 5 milímetros, e cresce até cerca de 3 centímetros. O corpo da larva é mole mas a cabeça é revestida por uma cápsula rígida. Quando essa cápsula se torna demasiado pequena, a larva tem uma muda de revestimento, o que acontece várias vezes durante a sua vida. A fase de pupa demora entre uma e duas semanas, durante as quais o animal brilha intermitentemente, suspenso do teto da gruta num pequeno fio sedoso. O macho praticamente deixa de brilhar poucos dias antes de emergir da pupa, enquanto o brilho da fêmea aumenta. Acredita-se que o brilho da fêmea atraia os machos, e que estes poderão já estar à espera quando esta emerge. As Arachnocampa luminosa adultas não se alimentam e vivem apenas alguns dias. Tanto os machos como as fêmeas brilham, mas não tanto como as larvas. O único objetivo dos adultos é acasalar, e, no caso das fêmeas, pôr ovos. Os insetos adultos são maus voadores, pelo que normalmente ficam da mesma área, dando origem a uma colónia. A fêmea põe cerca de 130 ovos, em grupos de 40 ou 50, morrendo pouco depois. Os ovos eclodem ao fim de uns 20 dias e o ciclo repete-se. 

## As larvas
A larva tece uma teia de seda no teto da gruta, de onde estão suspensos até 70 fios de seda, cada um com 3 ou 4 centímetros e revestidos de gotas de muco. Os fios tecidos pelas Arachnocampa luminosa que vivem na floresta são mais curtos, já que o vento pode enreder fios mais compridos.
As larvas brilham para atrair as presas para os seus fios suspensos, talvez levando-as a pensar que se trata de uma saída para o exterior, já que o teto de uma gruta coberto de larvas pode parecer como se fosse um céu estrelado à noite. Uma larva esfomeada brilha com mais intensidade do que uma que tenha acabado de comer. As presas incluem pequenas moscas, efêmeras, tricópteros, mosquitos, mariposas e até pequenos caracóis ou milípedes. Quando uma presa fica enredada num fio, a larva puxa-a para cima ingerindo o fio e devorando-a. Há casos de canibalismo quando a densidade populacional é muito elevada ou quando os adultos se enredam eles próprios nos fios de seda quando emergem das pupas.
O brilho é o resultado de uma reação química que envolve luciferina, luciferase (a enzima que reage com a luciferina), trifosfato de adenosina (ATP, a molécula da energia) e oxigénio, e que decorre em órgãos excretórios modificados no abdómen, designados como túbulos de Malpighi.
As larvas são sensíveis à luz e a perturbações e escondem-se e deixam de brilhar se elas ou os seus fios forem tocados. Têm poucos predadores, havendo uma espécie de opilião que as caça nalgumas grutas. São também afetadas por um fungo, que gradualmente mata a larva. Os esporos do fungo espalham-se através do movimento do ar, mas, como as larvas vivem em sítios sem vento, a difusão dos esporos é limitada. O maior perigo para a Arachnocampa luminosa é a interferência humana através da destruição do habitat.

## Distribuição
A Arachnocampa luminosa encontra-se tanto na Ilha Norte como na  Sul e é relativamente vulgar, embora as várias população estejam isoladas devido à ausência de habitats apropriados em áreas em que a agricultura é intensa e as florestas foram abatidas. As cavernas de Waitomo, na Ilha Norte, e de Te Ana-au, na Ilha Sul, são os habitats mais conhecidos, e ambas as cavernas tornaram-se populares destinos turísticos.
Outras populações conhecidas (Ilha Norte):
- Cavernas de Waipu
- Le Roys Bush, Auckland
- Karangahake Gorge
- Cascatas de McLaren
- Parque de Whirinaki Te Pua-a-Tāne
- Baía de Hicks
- Reserva de Morere Springs
- Parque Nacional de Tongariro
- Everett Park Scenic Reserve
- Makiekie Creek
- Jardim Botânico de Wellington
- Zealandia Eco-Sanctuary
- Rio Ruakokoputuna, Martinborough Sth.

Ilha Sul:
- Totaranui
- Baía de Onetahuti
- Baía de White
- Hokitika
- Hari Hari
- Arthur's Pass
- Vale de Leith
- Cascatas de McLean (Catlins)
- Cavernas de Clifden